# Leptomias
Leptomias är ett släkte av skalbaggar. Leptomias ingår i familjen vivlar.

## Dottertaxa tillLeptomias, i alfabetisk ordning[1]
- Leptomias acuminatus
- Leptomias acutus
- Leptomias angustatus
- Leptomias aphelocnemius
- Leptomias argenteus
- Leptomias audax
- Leptomias bimaculatus
- Leptomias bipustulatus
- Leptomias bituberculatus
- Leptomias clavipes
- Leptomias costatus
- Leptomias crinitarsus
- Leptomias curtus
- Leptomias curvipes
- Leptomias cylindricus
- Leptomias elongatulus
- Leptomias errans
- Leptomias foveicollis
- Leptomias gibbus
- Leptomias globicollis
- Leptomias invidus
- Leptomias irrisus
- Leptomias jekeli
- Leptomias kasmirensis
- Leptomias korbi
- Leptomias laticnemius
- Leptomias lineatus
- Leptomias lituratus
- Leptomias lobatus
- Leptomias longiscapus
- Leptomias longulus
- Leptomias marshalli
- Leptomias mundall
- Leptomias persicus
- Leptomias persimilis
- Leptomias pictus
- Leptomias pilosus
- Leptomias porcellus
- Leptomias praetermissus
- Leptomias sabulosus
- Leptomias schonherri
- Leptomias scrobicollis
- Leptomias setulosus
- Leptomias spinifer
- Leptomias stoliczkae
- Leptomias stultus
- Leptomias sulcicollis
- Leptomias thibetanus
- Leptomias tsanghoensis
- Leptomias tuberculatus
- Leptomias waltersi
- Leptomias waltoni
- Leptomias verrucicollis